# Domiciano Cavém
Domiciano Barrocal Gomes Cavém (21 de novembre de 1932 - 12 de gener de 2005) fou un futbolista portuguès de la dècada de 1950.
Fou 18 cops internacional amb la selecció portuguesa.

## Carrera de club
Defensà els colors de Lusitano VRSA, S.C. Covilhã i SL Benfica. Amb el club lisboeta jugà 420 partits oficials, marcà 104 gols i guanyà 16 títols majors, entre ells dues Copes d'Europa. Va jugar com a titular la final de la Copa d'Europa de 1961, que el Benfica va guanyar contra el FC Barcelona per 3 a 2 al Wankdorf Stadium de Berna, la primera final de la Copa d'Europa que jugaven qualsevol dels dos equips. També va jugar com a titular, i va marcar un gol, a la final de la Copa d'Europa de 1962, que el Benfica va guanyar contra el Reial Madrid per 5 a 3 a l'Estadi Olímpic d'Amsterdam, la segona victòria consecutiva de l'equip portuguès en la competició. També fou titular a la final de la Copa d'Europa de 1963, que el Benfica va perdre contra l'AC Milan per 2 a 1 a l'estadi de Wembley a Londres, una derrota que va trencar una ratxa consecutiva de dues victòries portugueses a la Copa d'Europa, i que representà també la primera victòria italiana en la competició. Va jugar com a titular la final de la Copa d'Europa de 1965, que el Benfica va perdre contra l'Inter de Milà per 0 a 1 a San Siro, la segona victòria consecutiva de l'Inter en la competició.

## Palmarès
Benfica
- Primeira Liga: 1956-57, 1959-60, 1960-61, 1962-63, 1963-64, 1964-65, 1966-67, 1967-68, 1968-69
- Taça de Portugal: 1956-57, 1958-59, 1961-62, 1963-64, 1968-69
- Taça de Honra (3)
- Copa d'Europa de futbol: 1960-61, 1961-62